# Norveška rukometna reprezentacija
Norveška rukometna reprezentacija predstavlja državu Norvešku u športu rukometu.
Krovna organizacija: Norges Håndboldforbund
Sastav na SP-u 2011.:
Steinar Ege, Frank Løke, Kjetil Strand, Lars Erik Bjørnsen, Bjarte Myrhol, Børge Lund, Håvard Tvedten, Erlend Mamelund, Ole Erevik, Christoffer Rambo, Espen Lie Hansen, Kristian Kjelling, Vegard Samdahl, Thomas Skoglund, Einar Koren, Eivind Tangen, 
Ostalo osoblje: glavni trener Robert Hedin, pomoćni trener Željko Tomac.

## Poznati igrači i treneri
- Sander Sagosen

## Nastupi naEP
- prvaci:
- doprvaci: 2020.
- treći:

Najveći im je uspjeh četvrto mjesto 2016. godine.

## Nastupi naSP
- prvaci:
- doprvaci: 2017, 2019
- treći: